# Daley Sinkgraven
Daley Sinkgraven (Assen, 4 de julio de 1995) es un futbolista neerlandés. Juega de defensa o de mediocampista y milita en el Fortuna Sittard de la Eredivisie.

## Trayectoria

### S. C. Heerenveen
Empezó a jugar al fútbol en el MVV Alcides, equipo de su ciudad Meppel. Tiempo después acabó fichando por la academia del S. C. Heerenveen. Su debut en el primer equipo fue en la temporada 2013-14, en la que jugó 17 partidos, cinco de ellos como titular. El 28 de marzo de 2014, decidió renovar su contrato hasta 2017.

### Ajax
El 30 de enero de 2015, fue anunciado como nuevo jugador del Ajax. Pagaron 7 millones por sus servicios. Firmó un contrato de cinco años. Hizo su debut en el primer equipo el 5 de febrero de 2015, cuando perdieron en casa contra el AZ.

## Estadísticas

### Clubes
Actualizado al último partido disputado el 31 de octubre de 2024.
| Club                             | Div.          | Temporada     | Liga  | Liga  | Copas nacionales | Copas nacionales | Copas internacionales | Copas internacionales | Total | Total |
| Club                             | Div.          | Temporada     | Part. | Goles | Part.            | Goles            | Part.                 | Goles                 | Part. | Goles |
| -------------------------------- | ------------- | ------------- | ----- | ----- | ---------------- | ---------------- | --------------------- | --------------------- | ----- | ----- |
| S. C. Heerenveen · Países Bajos  | 1.ª           | 2013-14       | 17    | 0     | 0                | 0                | ―                     | ―                     | 17    | 0     |
| S. C. Heerenveen · Países Bajos  | 1.ª           | 2014-15       | 20    | 4     | 1                | 0                | ―                     | ―                     | 21    | 4     |
| S. C. Heerenveen · Países Bajos  | Total club    | Total club    | 37    | 4     | 1                | 0                | 0                     | 0                     | 38    | 4     |
| Ajax de Ámsterdam · Países Bajos | 1.ª           | 2014-15       | 10    | 0     | 0                | 0                | 4                     | 0                     | 14    | 0     |
| Ajax de Ámsterdam · Países Bajos | 1.ª           | 2015-16       | 16    | 0     | 2                | 0                | 6                     | 0                     | 24    | 0     |
| Ajax de Ámsterdam · Países Bajos | 1.ª           | 2016-17       | 24    | 1     | 1                | 0                | 7                     | 0                     | 32    | 1     |
| Ajax de Ámsterdam · Países Bajos | 1.ª           | 2017-18       | 4     | 0     | 1                | 0                | 0                     | 0                     | 5     | 0     |
| Ajax de Ámsterdam · Países Bajos | 1.ª           | 2018-19       | 9     | 0     | 0                | 0                | 2                     | 0                     | 11    | 0     |
| Ajax de Ámsterdam · Países Bajos | Total club    | Total club    | 63    | 1     | 4                | 0                | 19                    | 0                     | 86    | 1     |
| Jong Ajax · Países Bajos         | 2.ª           | 2015-16       | 5     | 1     | ―                | ―                | ―                     | ―                     | 5     | 1     |
| Jong Ajax · Países Bajos         | 2.ª           | 2017-18       | 4     | 0     | ―                | ―                | ―                     | ―                     | 4     | 0     |
| Jong Ajax · Países Bajos         | Total club    | Total club    | 9     | 1     | 0                | 0                | 0                     | 0                     | 9     | 1     |
| Bayer 04 Leverkusen · Alemania   | 1.ª           | 2019-20       | 13    | 0     | 2                | 0                | 6                     | 0                     | 21    | 0     |
| Bayer 04 Leverkusen · Alemania   | 1.ª           | 2020-21       | 22    | 0     | 1                | 0                | 4                     | 0                     | 27    | 0     |
| Bayer 04 Leverkusen · Alemania   | 1.ª           | 2021-22       | 12    | 0     | 2                | 0                | 4                     | 0                     | 18    | 0     |
| Bayer 04 Leverkusen · Alemania   | 1.ª           | 2022-23       | 12    | 0     | 0                | 0                | 0                     | 0                     | 12    | 0     |
| Bayer 04 Leverkusen · Alemania   | Total club    | Total club    | 59    | 0     | 5                | 0                | 14                    | 0                     | 78    | 0     |
| U. D. Las Palmas · España        | 1.ª           | 2023-24       | 10    | 0     | 2                | 0                | —                     | —                     | 12    | 0     |
| U. D. Las Palmas · España        | 1.ª           | 2024-25       | 2     | 0     | 1                | 0                | —                     | —                     | 3     | 0     |
| U. D. Las Palmas · España        | Total club    | Total club    | 12    | 0     | 3                | 0                | 0                     | 0                     | 15    | 0     |
| Total carrera                    | Total carrera | Total carrera | 180   | 6     | 13               | 0                | 33                    | 0                     | 226   | 6     |

## Palmarés

### Títulos nacionales
| Título                   | Club              | País         | Año  |
| ------------------------ | ----------------- | ------------ | ---- |
| Copa de los Países Bajos | Ajax de Ámsterdam | Países Bajos | 2019 |
| Eredivisie               | Ajax de Ámsterdam | Países Bajos | 2019 |